# Eutydemos I

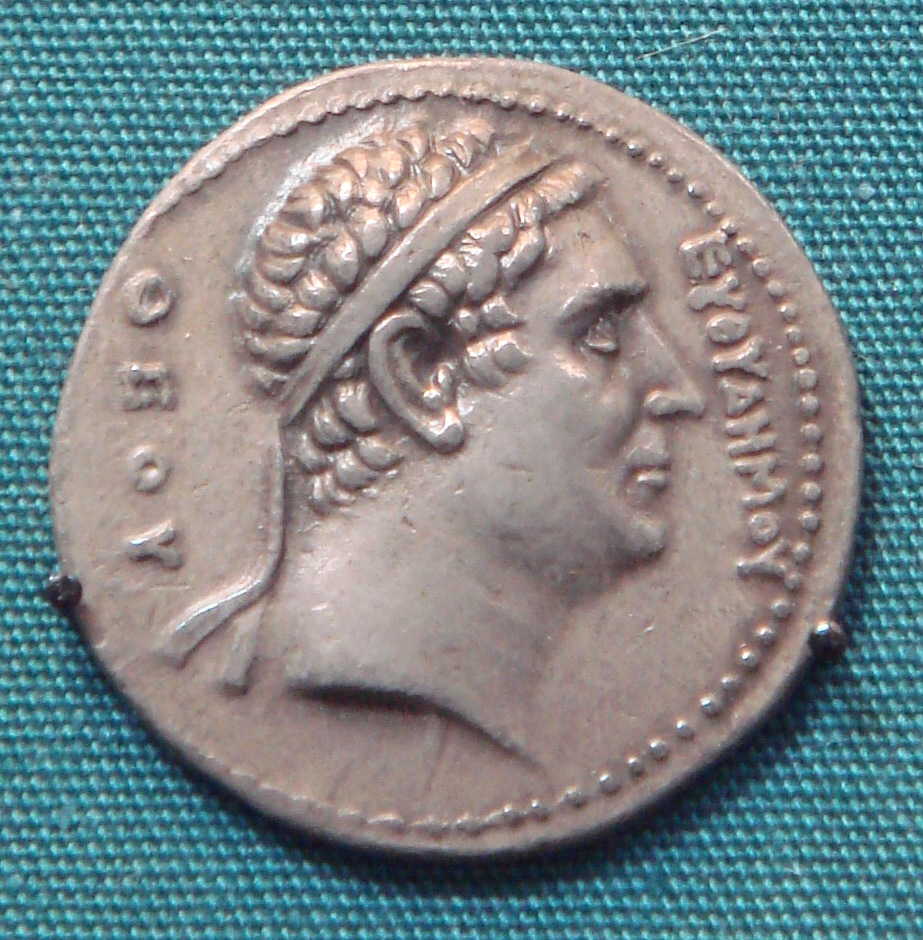
Portret Eutydemosa na awersie monety jego wnuka Agatoklesa. Zwraca uwagę przyznany mu przez wnuka tytuł ΘΕΟΥ (Theou) – Bóg.

Eutydemos I (? – zm. ok. 200 p.n.e.) – trzeci król Greków Baktryjskich, panujący w latach ok. 230–200 p.n.e., uważany przez historyków za właściwego twórcę fundamentów państwa.
Pochodził z Magnezji w Azji Mniejszej. Zajmował wysokie stanowisko w państwie Diodotosa II, prawdopodobnie był satrapą Sogdiany. Około roku 230 p.n.e. obalił on swojego suwerena i zajął jego miejsce. W roku 208 p.n.e. państwo Eutydemosa najechał Antioch III Wielki, dążący do odbicia terytoriów dawniej należących do Seleucydów. Pokonał on baktryjską kawalerię w starciu nad rzeką Arios i przystąpił do oblężenia Baktry. Po dwuletnich nieudanych próbach zdobycia miasta Antioch ostatecznie rozpoczął negocjacje z Eutydemosem, który zaprzeczył, że jest buntownikiem przeciwko Seleucydom, stwierdzając, że wręcz przeciwnie, doszedł do władzy zabijając potomków zdrajców. Co więcej, władca Baktrii zagroził, że wycofa swoje oddziały osłonowe znad Jaksartesu i wpuści do kraju koczowniczych Saków, zagrażających obu królom. Ostatecznie Antioch uznał tytuł królewski Eutydemosa i przyrzekł wydać swoją córkę za jego syna Demetriusza, w zamian za co Eutydemos formalnie uznał swoją podległość i oddał mu posiadane przez siebie słonie bojowe.